# Denys Fomin
Pour les articles homonymes, voir Fomine.
Denys Sergueïevitch Fomin (en russe : Денис Сергеевич Фомин) est un joueur ukrainien de volley-ball né le 21 juillet 1986. Il mesure 1,77 m et joue libero. Il est international ukrainien.

## Clubs
| Club                 | De        | À         |
| -------------------- | --------- | --------- |
| Azovstal Marioupol   | 2005-2006 | 2006-2007 |
| VK Lokomotiv Kharkiv | 2007-2008 | ...       |

## Palmarès
- Championnat d'Ukraine (5)
  - Vainqueur : 2009, 2010, 2011, 2012, 2013
  - Finaliste : 2008
- Coupe d'Ukraine (6)
  - Vainqueur : 2008, 2009, 2010, 2011, 2012, 2013